# Dobos Ildikó
Dobos Ildikó (Szatmárnémeti, 1942. február 24. – 2024. július 18. vagy előtte) Jászai Mari-díjas és Aase-díjas magyar színésznő, a Veszprémi Petőfi Színház örökös tagja.

## Életpályája
Dobos Zoltán (kertészmérnök-tanár) és Ragályi Margit Kornélia (háztartásbeli) gyermekeként született. 1960-1964 között a Színház- és Filmművészeti Főiskola hallgatója volt. 1964-1970 között a Miskolci Nemzeti Színház, 1970-1991 között a Veszprémi Petőfi Színház, 1991-1992 között ismét a Miskolci Nemzeti Színház, 1992-1993 között a Szegedi Nemzeti Színház majd 1993-1995 között a szolnoki Szigligeti Színház tagja volt. Később vendégként szerepelt a Vígszínházban, Győrben és Tatabányán is. 1999-2010 között a debreceni Csokonai Színházban szerepelt.2016-ban ismét a veszprémi Petőfi Színházban lépett közönség elé.
1992-ben súlyos agyi műtéten esett át, amelynek következtében újra kellett tanulnia járni, írni, beszélni. Három hónap múlva újra játszott.
Később a Pest megyei Csobánka lakója volt. Első férje az osztálytársa, Gonda György színművész, Gonda György (1902–1970) színész fia volt, akitől a gyermekei születtek: Gonda Zsolt (1966) autóversenyző és Gonda Gáspár (1973) ügyvéd. Második férjével, Szőnyi G. Sándor filmrendezővel annak haláláig (2012) élt. Gonda Benedek (2004), Gonda Ábel (2008) és Gonda Árven (2012) a vér szerinti unokák.
2021-ben a Veszprémi Petőfi Színház társulatának örökös tagja lett.

## Fontosabb színházi szerepei
- Fejes Endre: Rozsdatemető...Reich Kató
- Fejes Endre: Vonó Ignác...Mákné
- Tennessee Williams: Múlt nyáron hirtelen...Catherine
- Tennessee Williams: Macska a forró bádogtetőn...Mama
- Lev Nyikolajevics Tolsztoj – Erwin Piscator: Háború és béke...Natasa
- Molnár Ferenc: Liliom...Julika
- William Shakespeare: Rómeó és Júlia...Capuletné
- William Shakespeare: Macbeth...Lady Macbeth
- Makszim Gorkij: Jegor Bulicsov...Melanyija
- Makszim Gorkij: Éjjeli menedékhely...Natasa, Vaszilissza húga
- Anton Pavlovics Csehov: Három nővér...Irina
- Anton Pavlovics Csehov: Ivanov...Zinaida Szavisna
- Friedrich Dürrenmatt: A fizikusok...Mathilde von Zahnd doktorkisasszony
- Szakonyi Károly: Adáshiba...Saci
- Illyés Gyula: Tűvé tevők...Menyasszony
- Katona József: Bánk bán...Gertrudis
- Németh László: Mathiász panzió...Ágnes
- Gyurkovics Tibor: Kreutzer szonáta...Maria Fjodorovna
- Gyurkovics Tibor: Fekvőtámasz...Kantinosné
- Kocsis István: Árva Bethlen Kata...Bethlen Kata
- Eugene O’Neill: Ó, ifjúság...Lily Miller
- Arthur Miller: Utazás az éjszakába...Mary Tyron
- Viktor Alekszandrovics Rozov – Ivan Alekszandrovics Goncsarov: Hétköznapi történet...Jelizaveta Alekszandrovna
- Örkény István: Forgatókönyv...Littkéné
- Örkény István: Macskajáték...Orbánné
- Tersánszky Józsi Jenő: Kakuk Marci...Csuriné
- Edward Albee: Kényes egyensúly...Claire
- Sík Sándor: István a király...Gyöngy
- Tamási Áron: Vitéz lélek...Teréz
- Tamási Áron: Énekes madár...Kömény Ignácné (Móka anyja)
- Jókai Mór – Tolcsvay László – Böhm György – Korcsmáros György: A kőszívű ember fiai...özv. Baradlayné
- Alan Jay Lerner – Frederick Loewe: My fair Lady...Pearce-né
- Spiró György: Csirkefej...Anya
- Nagy Ignác: Tisztújítás...Kinga
- Vörösmarty Mihály: Csongor és Tünde...Mirigy
- Lehár Ferenc: A mosoly országa...Mi
- Lars Norén: Éjszaka a nappal anyja...Anya
- Peter Shaffer: Equus...Hester Salomon (bírónő)
- Bertolt Brecht: Kurázsi mama és gyerekei...Kurázsi mama
- Jean Racine: Phaedra...Oinone
- Federico García Lorca: Bernarda Alba háza...Bernarda
- Rideg Sándor: Indul a bakterház...Banya
- Szabó Magda: Kígyómarás...Özv. Tóth Jánosné
- Vészi Endre: Don Quijote utolsó kalandjai...Fogadósné
- Móricz Zsigmond: Légy jó mindhalálig...Török néni
- Friedrich Schiller: Ármány és szerelem...Millerné

## Film és tv-szerepei
- Ha egyszer húsz év múlva (1964)
- Lajos király válik (magyar játékfilm, 1964)...Hercegkisasszony
- Robog az úthenger (sorozat) A holland bika című rész (1976)
- Korkedvezmény (1980)...Terhes fiatalasszony
- Majd holnap (magyar játékfilm, 1980)...Zsuzsika
- Özvegy és leánya (magyar tévéfilmsorozat, 1983)...özvegy Tarnóczyné
- Az imposztor (színházi előadás tv-felvétele, 1989)
- Cikász és a halló pálmák (1990)...Igazgatónő
- Tutajosok (1990)
- Família Kft. (sorozat) Ki van az üzletben? című rész (1991)...Erzsi
- A csikós (magyar filmdráma, 1993)
- Öregberény (sorozat) Biznisz című rész; Csirkevész című rész; Szívbaj című rész (1994)
- Woyzeck (1994)
- Ibrinkó (2001)
- A ház emlékei (2002)
- Kivilágos kivirradtig (2005)...Malvinka
- Az igazi Mikulás (2005)
- Estére mindig leszáll a köd (magyar tévéfilm, 2007)...Parasztasszony
- Liberté '56 (magyar zenés dráma, 2007)...Kocsmárosné
- Talán egy másik életben (osztrák-magyar-német háborús filmdráma, 2011)...Hannah König

## Díjai és elismerései
- Jászai Mari-díj (1977)
- Aase-díj (2004)
- Veszprémi Petőfi Színház örökös tagja (2021)[6]